# پارک ملی پندا-گروس
پارک ملی پندا-گروس (به پرتغالی: Parque Nacional da Peneda-Gerês) یک پارک ملی، میراث فرهنگی و منطقه حفاظت‌شده در پرتغال است که در Melgaço واقع شده‌است.